# 愛知県立蟹江高等学校

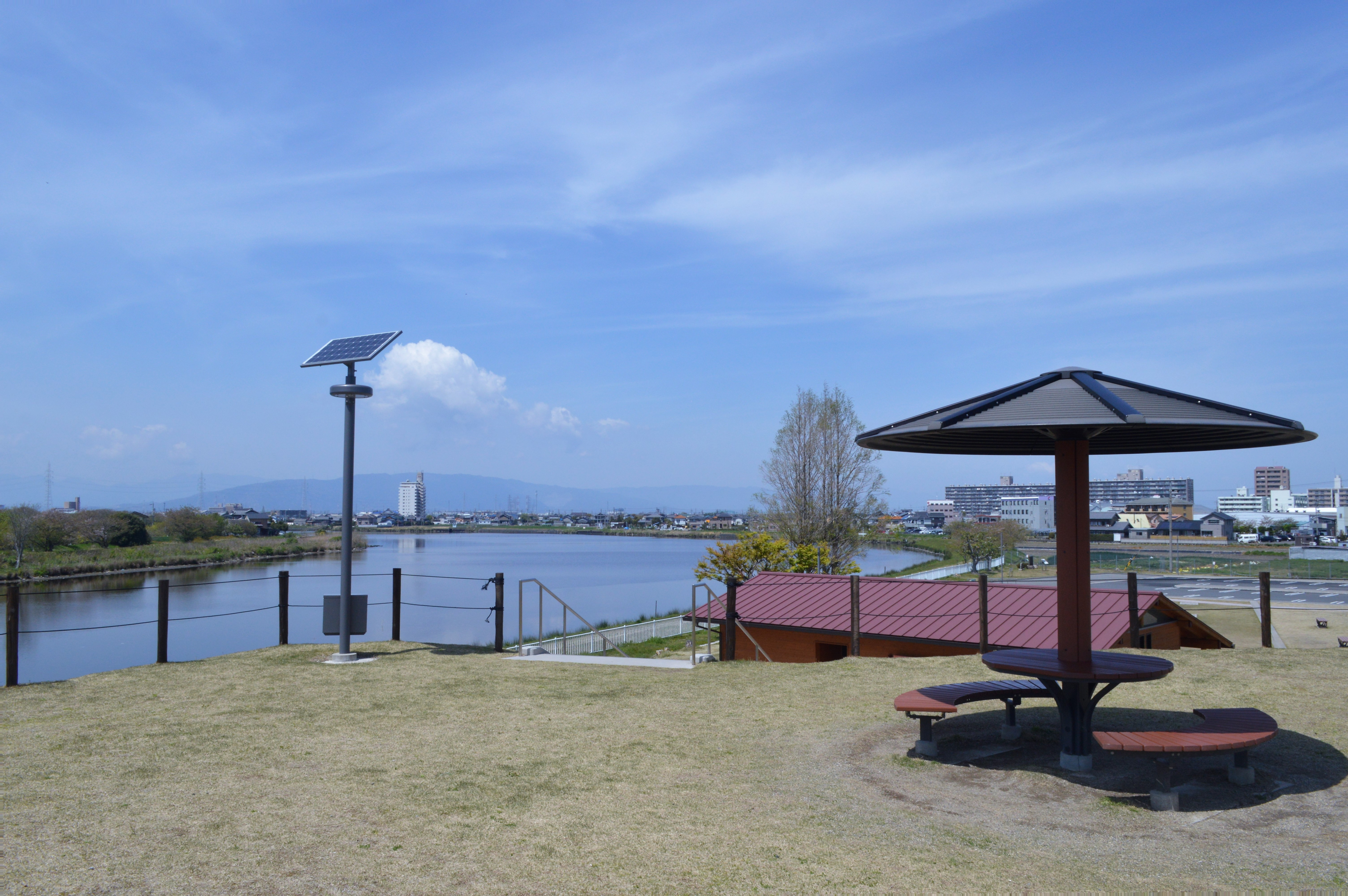
蟹江高校跡地にある蟹江町希望の丘広場

愛知県立蟹江高等学校（あいちけんりつ かにえこうとうがっこう）は、愛知県海部郡蟹江町新千秋後西50にあった普通科の県立高等学校。1971年（昭和46年）に開校。愛知県立海南高等学校と統合されて愛知県立海翔高等学校が開校したことで、蟹江高校は2007年（平成19年）に閉校した。

## 学科
- 普通科

## 沿革
1971年（昭和46年）4月、愛知県海部郡蟹江町に愛知県立蟹江高等学校が開校した。近鉄名古屋線 富吉駅から徒歩で約12分の好立地にあり、周囲を田園や水郷に囲まれた豊かな教育環境にあった。西側には善太川が流れている。1976年（昭和51年）度の生徒数は989人。年3回実施されていた歩行会では、男子が7キロメートルの距離を、女子が5キロメートルの距離を歩く。
愛知県の第一次高等学校再編計画に基づき、2005年（平成17年）4月には海部郡十四山村の愛知県立海南高等学校の校地に愛知県立海翔高等学校が創立され、1期生が入学。海南高校は2007年（平成19年）3月まで海翔高校に併存したが、蟹江高校は2004年（平成16年）度を最後に新規入学者の募集を停止した。2007年（平成19年）3月に2004年（平成16年）度入学者が卒業したことで蟹江高校は廃校となり、3月3日に閉校式が行われた。
2014年（平成26年）4月、隣接地に愛知大学名古屋校舎蟹江グラウンドが完成し、準硬式野球部、軟式野球部、ラグビー部、ラクロス部、硬式庭球部、ソフトテニス部、テニスサークルなどが利用している。2015年（平成27年）3月21日、蟹江高校跡地に蟹江町希望の丘広場が完成した。会議室や防災備蓄倉庫などがある管理棟、バーベキュー場、フットサルコートなどを有する。管理棟は愛知大学名古屋校舎蟹江グラウンドを使用する学生も利用できる。

## 出身者
- 加藤光彦 - 海部郡飛島村長
- 富永章敬 - 元プロ野球選手[5]